# Джамиль аль-Ульши
Джамиль аль-Ульши (араб. جميل الألشي‎; 1883, Дамаск, Османская империя — 1951, Дамаск, Сирия) — сирийский государственный деятель, и.о. президента Сирии (1943).

## Биография
Окончил Османское военное училище в Стамбуле.
Дезертировал из турецкой армии и присоединился к арабскому восстанию 1916 года под руководством Хуссейна бен Али.
После прихода к власти короля Фейсала I в 1920 году был назначен гофмейстером нового монарха.
После свержения Фейсала французами в июле 1920 года — остался на руководящих должностях в подмандатной Франции администрации, занимая высокие должности в правительстве.
В сентябре-ноябре 1920 года — премьер-министр Сирии. Он быстро стал полностью лояльным колониальным властям, при этом назначив на руководящие должности своих родственников. Французские войска все более углублялись на территорию Сирии, вызвав недовольство и восстания местного населения. Одновременно росло и народное недовольство приспособленческой политикой аль-Урши. В результате в конце ноября 1920 года он был вынужден уйти в отставку.
Он оставался вне политики до 1928 года.
В 1928—1930 годах — министр финансов. Однако был вновь отправлен в отставку, в которой находился до начала 40-х годах.
В 1941 году назначен советником вступившего на пост президента профранцузского политического деятеля Тадж эд-Дина аль-Хасани.
В 1943 году по предложению аль-Хасани формирует правительство, в котором отводит несколько мест представителям национально ориентированной оппозиции, чтобы сгладидть недовольство политикой президента.
После скоропостижной смерти аль-Хасани в январе 1943 года становится и.о. президента Сирии. Однако именно на этот период пришёлся пик недовольства населения политикой властей, повысившими налоги и цены, чтобы оказывать помощь действиям французских вооружённых сил в Европе. Вследствие усиливающейся критики и народных протестов аль-Ульши был вынужден уйти в отставку.
На этот раз он исчез из большой политики навсегда, до своей смерти в 1951 году.